# Planet Stories

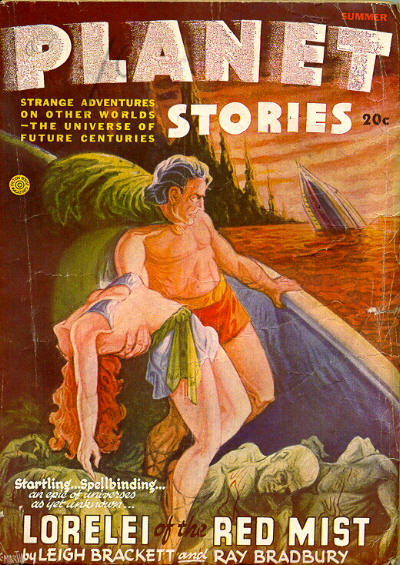
Edição publicada no verão de 1946 de Planet Stories; arte de Chester Martin

Planet_Stories foi uma revista americana de ficção científica pulp, publicado pela Fiction House entre 1939 e 1955. Ele apresentava aventuras interplanetárias, tanto no espaço e em outros planetas, e foi inicialmente focada em jovens de leitores. Malcolm Reiss foi editor ou editor-chefe de todos as 71 edições. Planet Stories foi lançado ao mesmo tempo que a revista em quadrinhos Planet Comics, o sucesso do que provavelmente ajudou a financiar as primeiras edições de Planet_Stories. A revista não pagava bem o suficiente para atrair regularmente os principais escritores de ficção científica da época, mas conseguiu obter trabalho de nomes bem conhecidos na ocasião, incluindo Isaac Asimov e Clifford D. Simak. Em 1952 Planeta publicou a primeira história de Philip K. Dick, e além de outras quatro de suas histórias ao longo de três anos.
Os dois escritores mais identificados com a revista são Leigh Brackett e Ray Bradbury, ambos os quais definiram muitas de suas histórias em uma versão romantizada de Marte que devem muito à representação do planeta vermelho nas obras de Edgar Rice Burroughs na série Barsoom (nome do planeta em idioma marciano). A obra de Bradbury para Planet Stories incluiu uma história no início da sua série Crônicas Marcianas. A obra mais conhecida de Brackett para a revista foi uma série de aventuras que caracterizam Eric John Stark, que começaram a ser publicadas em 1949. Brackett e Bradbury colaboraram em em uma história, "Lorelei of the Mist Red", publicada em em 1946; A história foi bem recebida, embora uma carta para a revista reclamou que da presença de sexo na história, embora leve para os padrões modernos, foi muito explícito. As capas também enfatizam mulheres atraentes, como donzelas seminuas em perigo ou princesas alienígenas em quase todas as capas.